# 倉賀野町
倉賀野町（くらがのまち）は群馬県の中央部、群馬郡に属していた町。

## 地理
町の南部を烏川が流れる。
町の中心部は住宅地と商業地だが、周囲を工業団地に囲まれている。

## 歴史
- 江戸時代には中山道が通じ、この付近に倉賀野宿が置かれた。
- 1884年（明治17年）5月1日 日本鉄道 新町・高崎間が開通。
- 1889年（明治22年）4月1日 町村制施行により西群馬郡倉賀野町が成立する。
- 1894年（明治27年）5月1日 日本鉄道 倉賀野駅が開業。
- 1896年（明治29年）4月1日 郡統合（西群馬郡と片岡郡の統合）により群馬郡に所属となる。
- 1931年（昭和6年）7月1日 八高北線（現：八高線） 倉賀野・児玉間が開業。
- 1963年（昭和38年）3月31日 高崎市へ編入する。

## 教育
倉賀野は明治初期まで、東京・信越を結ぶ水運の舟場（河川港）として栄えたため、鉄道の敷設とともに町が寂れても、町民はなかなか農業になじめなかった。そのため青年層の技術習得が叫ばれ、1919年（大正8年）に、町内に実業補習学校が作られた。

## 観光
町内に浅間山古墳 (高崎市倉賀野町)、大鶴巻古墳、小鶴巻古墳があり、町の中央を東国文化歴史街道が横断している。

## 出身有名人
- 氷室京介